# Juan Carlos Tolosa
Juan Carlos Tolosa (Córdoba, 2 de octubre de 1966) es un compositor, pianista y director musical argentino.

## Estudios
Juan Carlos Tolosa comenzó sus estudios musicales en 1972 en el Instituto Domingo Zípoli de Córdoba, donde obtuvo el título de maestro preparador de coros. Después de haber abandonado sus estudios de Derecho, continuó sus estudios musicales para dedicarse a la composición en la Universidad Nacional de Córdoba (Argentina) entre 1986 y 1989.
En 1989 partió a Europa y se instaló en Bruselas. Estudió en el Conservatoire Royal de Bruxelles,
donde obtuvo premios en composición en las clases de Paul-Baudouin Michel y Daniel Capelletti, en orquestación en formas, en armonía y en solfeo.
Paralelamente al conservatorio, asistió regularmente entre 1990 y 1998 a los encuentros y talleres de composición del festival de música contemporánea Ars Musica con la intervención de Luciano Berio, Witold Lutosławski, György Ligeti, Pierre Boulez, Karlheinz Stockhausen, Brian Ferneyhough, Pascal Dusapin, Iannis Xenakis, Magnus Lindberg, Luca Francesconi y Wolfgang Rihm.

## Carrera europea
Fundó con Pierre Kolp, Francis Ubertelli y David Núñez, Black Jackets Company (1995) y luego Black Jackets Ensemble (1996).
Su música fue ejecutada en varios países como Argentina, Venezuela, Chile, Japón, Luxemburgo, España, Bélgica, Alemania en el marco de prestigiosos festivales como Ars Musica (Bélgica) o Festival de música contemporánea de la Pontificia Universidad Católica de Chile.
Aparte sus obras de música pura y teatro musical, Tolosa colaboró con las coreógrafas Marián Del Valle (España), Barbara Manzetti (Italia) y Gabriela Carrizo (Argentina) así como con los realizadores Giovanni Cioni (Italia) y Paco Aragón (España).
Desde 1998, enseña Estética de las Artes y la Música del siglo XX en el Institut Jaques-Dalcroze (Bruxelles).
A partir de 2000 es el director de Black Jackets Ensemble (Bruselas).

## Carrera en Argentina
En 1999, Tolosa dicta un seminario de Estética Musical del siglo XX en la Universidad Nacional de Córdoba (Argentina).
En 2000, escribe, produce, dirige y conduce una serie de once emisiones radiofónicas sobre la música contemporánea La odisea musical del siglo veinte y difundida por la Radio Nacional Córdoba. En el mismo año, debuta junto al pianista argentino Germán Náger el Náger & Tolosa Piano Duo.
En 2001, funda el Córdoba Ensamble (formación de 20 músicos), luego el Laboratorio Contemporáneo del Córdoba Ensamble, de los cuales es el director musical.
Desde 2002, enseña la composición y la dirección en la escuela La Colmena (Córdoba).
A partir de 2003 es el director artístico del Festival Internacional de Música Contemporánea de Córdoba.

## Obras
- Canción del cronopio para trombón bajo solo[4]
- Y sacaréme la niebla para quinteto de vientos
- El ángel se pudre para dos violines
- Copper roses para doce voces mixtas a cappella
- Evaporo el otro que sigue caminando para clarinete bajo
- A su imán para contrabajo, clarinete bajo y transformaciones electrónicas
- Klavierkonzert para piano y aparatos electrónicos en vivo
- L'endroit para soprano, violín, violonchelo, contrabajo y aparatos electrónicos en vivo
- Obertura para 18 músicos
- Canto II para 16 músicos
- Estebnia para percusión y cedé
- Focos para clarinete y cinco reproductores de cedés
- Piano kit para piano
- Pentimento para dos flautas
- Dimmi chi fosti para orquesta
- A rear window para violonchelo y clarinete bajo
- Gente que canta de espaldas para ocho voces solistas.
- Los vestigios, para cuarteto de cuerdas.
- Relatos breves, para seis instrumentistas.
- Tres lezamas, para guitarra.
- Cada cual, para saxo alto, vibrafón y contrabajo.
- ubicua, para piccolo, flauta en do, flauta en sol, flauta baja (un ejecutante) y 4 dispositivos Bluetooth.
- Los túneles, para flauta baja y flauta Paetzold contrabajo en Fa.
- Los pasajes, para percusión solo.
- Un hilo sonoro, para soprano, directora, coro y orquesta.

Su música está publicada en BabelScores